# Ole Bischof
Ole Bischof (Reutlingen, 27 agosto 1979) è un judoka tedesco, vincitore della medaglia d'oro nella categoria fino a 81 kg alle Olimpiadi del 2008 e della medaglia d'argento alle Londra 2012 nella medesima categoria.

## Palmarès
- Giochi olimpici estivi

2008 - Pechino: oro negli 81 kg.
2012 - Londra: argento negli 81 kg.
- Campionato mondiale di judo

2009 - Rotterdam: bronzo negli 81 kg.
- Campionati europei di judo

2004 - Bucarest: argento negli 81 kg.
2005 - Rotterdam: oro negli 81 kg.
2011 - Istanbul: bronzo negli 81 kg.
- Universiadi

2003 - Taegu: bronzo negli 81 kg.